# Accidente del A-7D Corsair II en Ramada Inn (Indianápolis) de 1987
El accidente aéreo e incendio de Ramada Inn fue un accidente de aviación que tuvo lugar en el Aeropuerto Internacional de Indianápolis en Indianápolis (Indiana) cuando un piloto de la Fuerza Aérea de los Estados Unidos no logró alcanzar la pista y el avión impactó en un hotel Ramada Inn ubicado cerca del aeropuerto.

## Accidente

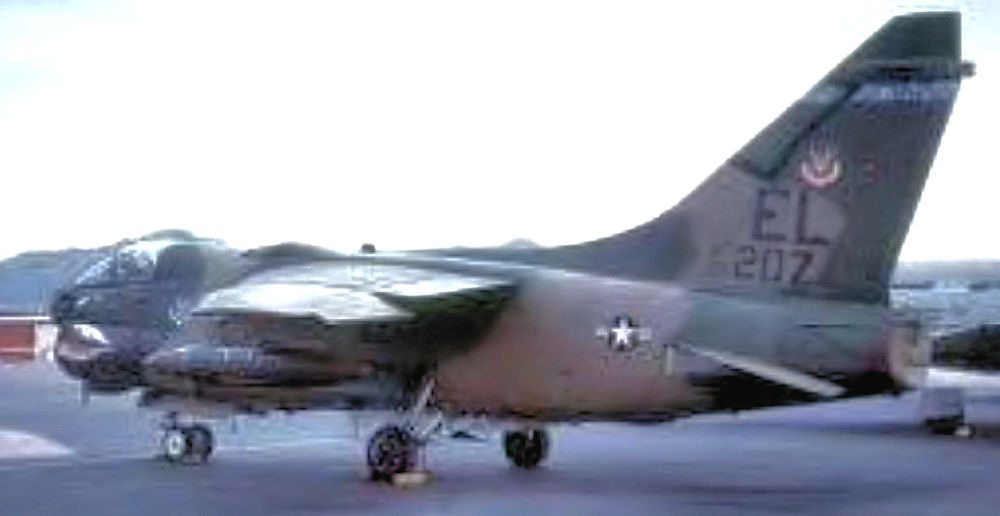
El avión accidentado fotografiado en 1980.

En la mañana del 20 de octubre de 1987, un A-7D-4-CV Corsair II de la USAF, número de serie 69-6207, pilotado por el Mayor Bruce L. Teagarden, de 35 años, estaba en ruta a Nevada tras efectuar una escala técnica en la Base de la Fuerza Aérea de Tinker, Oklahoma, después de haber partido del aeropuerto internacional de Pittsburgh a primera hora del mismo día.  A las 9:11 a. m., Teagarden notificó a los controladores del aeropuerto internacional de Indianápolis que su avión estaba sufriendo alguna clase de fallo de motor a unas 15 millas (24,1 km) al suroeste de la ciudad a una altitud de aproximadamente 31.000 pies y se encontraba de regreso a Indianápolis para llevar a cabo un aterrizaje de emergencia. Los controladores de Indianápolis dirigieron a Teagarden a la pista 5L, pero debido al techo bajo de nubes y a las pobres condiciones de visibilidad sobre Indianápolis, Teagarden se encontraba a 3100 pies (944,9 m) sobre el nivel del mar cuando sobrevolaba el umbral de pista y se vio obligado a intentar aterrizar en la pista 32 a cambio.
Teagarden efectuó un viraje a la derecha para ponerse en alejamiento del aeropuerto en rumbo este, pero continuó cayendo de los 3100 pies (944,9 m) a los 2000 pies (609,6 m) directamente al este de la Interestatal 465 en la franja este del aeropuerto donde los controladores perdieron el contacto radar. Cuando la altitud comenzó a descender, Teagarden se vio forzado a eyectarse del avión a unos 500 pies (152,4 m) sobre el terreno, y el avión ejecutó un pronunciado viraje a la derecha directamente hacia el parque de desarrollo empresarial Fletcher. Impactó contra la sucursal del Bank One en el bloque 5600 de la avenida Bradbury, rebotó contra el techo, voló a lo largo de la calle e impactó contra un muro, tras lo que se elevó unos 25 pies (7,6 m), y finalmente chocó contra el muro frontal del Ramada Inn.  Teagarden aterrizó en el aparcamiento del Ace Supply Company, a cuatro edificios del hotel, sufriendo varias contusiones y traumatismos.
Cuando el avión se estrelló contra el Ramada Inn, la cabina y el motor se metieron en el vestíbulo, matando a nueve personas de inmediato o en cuestión de minutos; otra murió unas semanas después a raíz de sus quemaduras. Las alas se internaron en la parte superior del aparcamiento y en los pisos superiores del hotel.  El combustible del avión se incendió en el impacto, causando una bola de fuego que cubrió todo el frontal del hotel hasta el cuarto piso. Los camiones de emergencia del aeropuerto de Indianápolis llegaron al lugar del impacto un minuto después, y los bomberos utilizaron espuma para controlar el fuego unos cuatro minutos más tarde. Otras personas del departamento de bomberos del aeropuerto revisaron el edificio en busca de supervivientes, mientras se solicitaba la ayuda del Departamento de Bomberos de Indianápolis, Wishard Ambulance Service, el departamento de  bomberos de Wayne Township, y el Departamento de bomberos de Decatur Township.
Mientras tanto, el hotel fue evacuado por empleados y clientes del Ramada Inn.
Teagarden estaba asignado al Grupo Táctico 4450, que en aquel momento estaba implicado en el desarrollo secreto del Lockheed F-117 Nighthawk.

## Consecuencias
La fuerza aérea abonó 50.427 dólares por daños a la propiedad, según relató el New York Times el 26 de octubre.  El mayor Teagarden permaneció en tierra hasta que el comité de evaluación de vuelo determinase si había actuado correctamente durante el incidente. Finalmente, Teagarden fue encontrado inocente en la tragedia, por las acciones de los controladores.
La causa del accidente, que fue revelada en el informe de la Fuerza Aérea en enero de 1988, fue el fallo de un engranaje en la caja de cambios accesoria. Con el desgaste, causó que el eje de transmisión rompiese el sistema de lubricación de aceite, y el motor comenzó a mostrar los primeros problemas poco después. Antes del accidente, en noviembre de 1984,los mecánicos de la Fuerza Aérea notificaron por primera vez el desgaste excesivo en el eje de transmisión de otro Corsair. La noticia del desgaste que luego se notificó en otros dos Corsairs, llevó a la publicación de una directiva de seguridad sobre el eje de transmisión a efectuar durante los trabajos en el compresor en todos los Corsairs que permanecían en servicio.
Durante más de dos años, el edificio calcinado permaneció como recuerdo de la tragedia. Los propietarios del hotel nunca lo reconstruyeron debido a que no se decidían por un diseño apropiado. En la actualidad, hay un aparcamiento en el lugar. La sucursal bancaria dañada permanece en el lugar aunque convertida en un hospicio.